# Дэвис, Келвин
Ке́лвин Дже́ффри Дэ́вис (англ. Kelvin Geoffrey Davis; родился 29 сентября 1976 года, Бедфорд) — английский футболист, вратарь.

## Клубная карьера
Начал карьеру в молодёжной академии «Лутон Таун». В 1994 году подписал с клубом профессиональный контракт.
В июле 1999 года перешёл в «Уимблдон» за £600 000. Четыре года спустя в качестве свободного агента перешёл в «Ипсвич Таун», в котором впоследствии был признан вратарём года в Чемпионшипе.
В июне 2005 года перешёл в «Сандерленд» за £1,25 млн и провёл 33 матча в Премьер-лиге сезона 2005/06, по итогам которого «чёрные коты» выбыли из Премьер-лиги.
В июле 2006 года Келвин перешёл в  «Саутгемптон».
В сезоне 2011/12 вошёл в состав символической «команды года» Чемпионшипа. В следующем сезоне «святые» выступали уже в Премьер-лиге. В матче первого тура Премьер-лиги 2012/13 Келвин отбил пенальти Давида Сильвы в матче против «Манчестер Сити», однако «Саутгемптон» всё равно потерпел в этом матче поражение со счётом 2:3.
2 сентября 2012 года Дэвис отбил пенальти Робина ван Перси в матче против «Манчестер Юнайтед», однако голландский нападающий забил в ворота «святых» 3 мяча с игры, и «Саутгемптон» проиграл со счётом 2:3.
7 марта 2013 года Келвин Дэвис продлил свой контракт с «Саутгемптоном» до 2016 года.
14 января 2017 года объявил о завершении карьеры игрока.